# 10 000 mètres féminin aux championnats du monde d'athlétisme 1995
Navigation
Stuttgart 1993 Athènes 1997
L'épreuve du 10 000 mètres féminin des championnats du monde d'athlétisme 1995 s'est déroulée les 6 et 9 août 1995 à l'Ullevi Stadion de Göteborg, en Suède. Elle est remportée par la Portugaise Fernanda Ribeiro .

## Résultats

### Finale
| Rang               | Athlète            | Pays           | Temps    |
| ------------------ | ------------------ | -------------- | -------- |
| Médaille d'or      | Fernanda Ribeiro   | Portugal       | 31:04.99 |
| Médaille d'argent  | Derartu Tulu       | Éthiopie       | 31:08.10 |
| Médaille de bronze | Tegla Loroupe      | Kenya          | 31:17.66 |
| 4                  | Maria Guida        | Italie         | 31:27.82 |
| 5                  | Elana Meyer        | Afrique du Sud | 31:31.96 |
| 6                  | Liz McColgan       | Royaume-Uni    | 31:40.14 |
| 7                  | Alla Zhilyaeva     | Russie         | 31:52.15 |
| 8                  | Hiromi Suzuki      | Japon          | 31:54.01 |
| 9                  | Annemari Sandell   | Finlande       | 31:54.29 |
| 10                 | Kathrin Weßel      | Allemagne      | 31:55.04 |
| 11                 | Lieve Slegers      | Belgique       | 32:10.59 |
| 12                 | Lynn Jennings      | États-Unis     | 32:12.82 |
| 13                 | Conceição Ferreira | Portugal       | 32:14.69 |
| 14                 | Anne Marie Lauck   | États-Unis     | 32:22.54 |
| 15                 | Jill Hunter        | Royaume-Uni    | 32:24.93 |
| 16                 | Junko Kataoka      | Japon          | 32:45.43 |
| 17                 | Marleen Renders    | Belgique       | 32:47.46 |
| 18                 | Gete Wami          | Éthiopie       | 32:56.94 |
| —                  | Albertina Dias     | Portugal       | DNF      |
| —                  | Yvonne Murray      | Royaume-Uni    | DNF      |

## Légende
Records et Performances
- AR : Record continental (area record)
- CR : Record des championnats (championship record)
- MR : Record du meeting (meet record)
- NR : Record national (national record)
- OR : Record olympique (olympic record)
- PR : Record paralympique (paralympic record)
- PB : Record personnel (personal best)
- SB : Meilleure performance personnelle de la saison (season's best)
- WL : Meilleure performance mondiale de l'année (world leader)
- WJR : Record du monde junior (world junior record)
- WR : Record du monde (world record)

Circonstances et Conditions
- DNF : N'a pas terminé (did not finish)
- DNS : N'a pas pris le départ (did not start)
- DQ : Disqualification (disqualification)
- NM : Aucun essai valable enregistré (No Mark)
- Q : Qualifié « directement » au prochain tour (ou à la prochaine compétition), lors d'une compétition majeure, grâce au classement ou à la réalisation des minima (automatic qualifier)
- q : Qualifié au prochain tour (ou à la prochaine compétition), lors d'une compétition majeure, grâce au repêchage ou à la réalisation de l'une des meilleures performances parmi celles des « non qualifiés directement » (grâce au meilleur temps ou à la meilleure distance par exemple) (secondary qualifier)